# Capital social (economia)
Em economia social, capital social refere-se às normas que promovem confiança e reciprocidade na economia. É constituída por redes, organizações civis e pela confiança compartilhada entre as pessoas, fruto de sua própria interação social. No estudo do Capital Social, é importante compreender a natureza e funcionamento de uma comunidade de prática.

## Definições
Normalmente, o capital social refere-se ao valor implícito das conexões internas e externas de uma rede social. No entanto, é comum encontrarmos uma grande variedade de definições inter-relacionadas do termo. Tais definições tendem a partilhar a ideia central de "que as redes sociais têm valor econômico". Da mesma maneira que uma chave de fenda (que é um exemplo de capital físico) ou a educação escolar (que é formadora de capital humano) podem aumentar a produtividade de indivíduos e organizações, os contatos sociais e a maneira como estes se relacionam também são fatores de desenvolvimento econômico.

## História do termo
A primeira  utilização conhecida do conceito foi feitas por LJ Hanifan, supervisor estadual de escolas rurais no estado de West Virginia, nos EUA. Escrito em 1916 para exortar a importância do envolvimento da comunidade para o sucesso escolar, Hanifan invocou a ideia de "capital social" para explicar a razão. Para Hanifan, capital social refere-se a:
…às coisas intangíveis [que] são importantes para o cotidiano das pessoas: boa vontade, amizade, solidariedade, interação  social entre os indivíduos e as famílias que compõem uma unidade social .... Uma pessoa apenas existe socialmente, se deixada a si próprio… Mas se ela entrar em contato com o seu vizinho, e estes com outros vizinhos, haverá uma acumulação de capital social, que pode imediatamente satisfazer suas necessidades sociais e que podem ostentar uma potencialidade social suficiente para a melhoria substancial da comunidade, para as condições de vida de toda a comunidade. A comunidade como um todo se beneficiará pela cooperação de todas as suas partes, enquanto que o indivíduo vai encontrar nas suas associações as vantagens da ajuda, da solidariedade… bem como seu vizinho no clube.".
Embora vários aspectos do conceito tenham sido abordados por todas as áreas das ciências sociais, alguns traçam o uso moderno do termo até Jane Jacobs, na década de 1960. No entanto, ela não explicitamente definia capital social em seu uso do termo em um artigo em que tratava do valor das redes.
O cientista político Robert Salisbury avançou o termo como um componente crítico de interesse grupo formação em 1969 seu artigo "An Exchange Theory of Interest Groups" no Midwest Oficial de Ciências Políticas. Pierre Bourdieu usou o termo em 1972, no seu Esboço de uma Teoria da Prática, e clarificou a expressão alguns anos mais tarde, em contraste com o cultural, econômico e simbólico capital. Em finais dos anos 1990, o conceito ganhou popularidade, servindo como o foco de um programa de investigação do Banco Mundial e do principal tema de vários livros importantes, incluindo "Bowling Alone" (2000), de Robert Putnam.
O conceito que está subjacente tem uma história muito mais longa; pensadores que exploravam a relação entre a vida associativa e democracia utilizavam conceitos semelhantes regularmente no século 19, com base na obra de escritores como James Madison (Os Artigos Federalistas) e Alexis de Tocqueville (Democracia na América) que tentavam integrar conceitos como coesão social e conexidade pluralista na tradição americana dentro da ciência política.

## Capital Social e Desenvolvimento Organizacional
Segundo o antropólogo organizacional Ignacio García da Universidade de Buenos Aires, o termo Capital Social refere às redes de relacionamento baseadas na confiança, cooperação e inovação que são desenvolvidas pelos indivíduos dentro e fora da organização, facilitando o acesso à informação e ao conhecimento. Tais redes podem adotar um caráter formal (determinadas pelos laços hierárquicos, próprios do organograma formal), mas, sobretudo, são de natureza informal, envolvendo laços horizontais (entre pares) e diagonais (entre colaboradores de distintas áreas e stakeholders). Em suma, segundo o autor: "… o Capital Social é a amálgama que interconecta as várias formas do Capital Humano, criando o ativo intangível mais valioso das organizações: as redes humanas de trabalho".
Os benefícios da gestão estratégica do Capital Social para os executivos foram brilhantemente identificados pelo sociólogo Ronald S. Burt da Universidade de Chicago. Burt conduziu investigações que analisaram as estruturas de rede do capital social de colaboradores-chave em distintas organizações. Ele chegou à conclusão de que aqueles executivos que desenvolvem Capital Social de qualidade – criando “pontes” com pessoas e grupos em regiões estratégicas das suas redes, denominadas por Burt como “buracos estruturais” (structural holes) - se destacam marcadamente de seus pares nos seguintes aspectos:
- obtém promoções mais velozmente;
- são avaliados de maneiras mais satisfatórias;
- aprendem mais sobre o ambiente organizacional e o mercado no qual atuam;
- melhoram a eficácia e a eficiência das equipes que integram e dirigem;
- contribuem mais com o bem comum organizacional.